# Natalia Kills/Diskografie
Diese Diskografie ist eine Übersicht über die musikalischen Werke der britischen Sängerin Natalia Kills. Den Schallplattenauszeichnungen zufolge hat sie bisher mehr als 560.000 Tonträger verkauft. Ihre erfolgreichsten Veröffentlichungen sind die Singles Mirrors und Free mit je über 150.000 verkauften Einheiten.

## Alben

### Studioalben
| Jahr | Titel         | Höchstplatzierung, Gesamtwochen, AuszeichnungChartplatzierungen (Jahr, Titel, Platzierungen, Wochen, Auszeichnungen, Anmerkungen) | Höchstplatzierung, Gesamtwochen, AuszeichnungChartplatzierungen (Jahr, Titel, Platzierungen, Wochen, Auszeichnungen, Anmerkungen) | Höchstplatzierung, Gesamtwochen, AuszeichnungChartplatzierungen (Jahr, Titel, Platzierungen, Wochen, Auszeichnungen, Anmerkungen) | Höchstplatzierung, Gesamtwochen, AuszeichnungChartplatzierungen (Jahr, Titel, Platzierungen, Wochen, Auszeichnungen, Anmerkungen) | Höchstplatzierung, Gesamtwochen, AuszeichnungChartplatzierungen (Jahr, Titel, Platzierungen, Wochen, Auszeichnungen, Anmerkungen) | Anmerkungen                             |
| Jahr | Titel         | DE | AT | CH | UK | US | Anmerkungen                             |
| ---- | ------------- | --- | --- | --- | --- | --- | --------------------------------------- |
| 2011 | Perfectionist | DE50 (3 Wo.)DE | AT35 (8 Wo.)AT | CH94 (1 Wo.)CH | — | US134 (1 Wo.)US | Erstveröffentlichung: 1. April 2011     |
| 2013 | Trouble       | — | — | — | — | US70 (1 Wo.)US | Erstveröffentlichung: 3. September 2013 |

### EPs
- 2008: Womannequin (als Natalia Cappuccini)

## Singles

### Als Leadmusikerin
| Jahr | Titel Album              | Höchstplatzierung, Gesamtwochen, AuszeichnungChartplatzierungen (Jahr, Titel, Album, Platzierungen, Wochen, Auszeichnungen, Anmerkungen) | Höchstplatzierung, Gesamtwochen, AuszeichnungChartplatzierungen (Jahr, Titel, Album, Platzierungen, Wochen, Auszeichnungen, Anmerkungen) | Höchstplatzierung, Gesamtwochen, AuszeichnungChartplatzierungen (Jahr, Titel, Album, Platzierungen, Wochen, Auszeichnungen, Anmerkungen) | Höchstplatzierung, Gesamtwochen, AuszeichnungChartplatzierungen (Jahr, Titel, Album, Platzierungen, Wochen, Auszeichnungen, Anmerkungen) | Höchstplatzierung, Gesamtwochen, AuszeichnungChartplatzierungen (Jahr, Titel, Album, Platzierungen, Wochen, Auszeichnungen, Anmerkungen) | Anmerkungen                                                              |
| Jahr | Titel Album              | DE | AT | CH | UK | US | Anmerkungen                                                              |
| ---- | ------------------------ | --- | --- | --- | --- | --- | ------------------------------------------------------------------------ |
| 2005 | Don’t Play Nice –        | — | — | — | UK11 (5 Wo.)UK | — | Erstveröffentlichung: 21. Februar 2005 als Verbalicious                  |
| 2010 | Mirrors Perfectionist    | DE10 Gold · (21 Wo.)DE | AT7 (20 Wo.)AT | CH52 (6 Wo.)CH | — | — | Erstveröffentlichung: 10. August 2010 Verkäufe: + 150.000                |
| 2011 | Wonderland Perfectionist | DE45 (4 Wo.)DE | AT55 (2 Wo.)AT | — | — | — | Erstveröffentlichung: 12. April 2011                                     |
| 2011 | Free Perfectionist       | DE15 Gold · (19 Wo.)DE | AT4 (17 Wo.)AT | — | — | — | Erstveröffentlichung: 28. Juni 2011 feat. will.i.am; Verkäufe: + 150.000 |

Weitere Singles
- 2012: Kill My Boyfriend
- 2013: Problem
- 2013: Saturday Night
- 2014: Trouble

### Als Gastmusikerin
| Jahr | Titel Album                               | Höchstplatzierung, Gesamtwochen, AuszeichnungChartplatzierungen (Jahr, Titel, Album, Platzierungen, Wochen, Auszeichnungen, Anmerkungen) | Höchstplatzierung, Gesamtwochen, AuszeichnungChartplatzierungen (Jahr, Titel, Album, Platzierungen, Wochen, Auszeichnungen, Anmerkungen) | Höchstplatzierung, Gesamtwochen, AuszeichnungChartplatzierungen (Jahr, Titel, Album, Platzierungen, Wochen, Auszeichnungen, Anmerkungen) | Höchstplatzierung, Gesamtwochen, AuszeichnungChartplatzierungen (Jahr, Titel, Album, Platzierungen, Wochen, Auszeichnungen, Anmerkungen) | Höchstplatzierung, Gesamtwochen, AuszeichnungChartplatzierungen (Jahr, Titel, Album, Platzierungen, Wochen, Auszeichnungen, Anmerkungen) | Anmerkungen                                                                      |
| Jahr | Titel Album                               | DE | AT | CH | UK | US | Anmerkungen                                                                      |
| ---- | ----------------------------------------- | --- | --- | --- | --- | --- | -------------------------------------------------------------------------------- |
| 2011 | Champagne Showers Sorry for Party Rocking | DE41 (5 Wo.)DE | AT18 (11 Wo.)AT | CH56 Gold · (12 Wo.)CH | UK32 (12 Wo.)UK | — | Erstveröffentlichung: 27. Mai 2011 LMFAO feat. Natalia Kills Verkäufe: + 330.500 |

Weitere Gastbeiträge
- 2008: They Talk Shit About Me (Matt Pokora feat. Verse)
- 2009: Just Play That Track (Space Cowboy)
- 2010: No Champagne (Frankmusik)
- 2011: 1974 (The Knux)
- 2011: 2 Is Better (Far East Movement feat. Natalia Kills)
- 2012: You Can’t Get In My Head (If You Don’t Get In My Bed) (DJ Tatana feat. Natalia Kills)
- 2012: Lights Out (Go Crazy) (Junior Caldera feat. Far East Movement & Natalia Kills)

### Promoveröffentlichungen
- 2009: Zombie
- 2010: Activate My Heart

## Musikvideos
| Jahr | Titel                    | Regisseur                       |
| ---- | ------------------------ | ------------------------------- |
| 2005 | Don’t Play Nice          |                                 |
| 2008 | Real Woman               | Natalia Kills                   |
| 2010 | Zombie                   | Guillaume Doubet                |
| 2010 | Mirrors                  | Guillaume Doubet                |
| 2010 | Activate My Heart        | Guillaume Doubet                |
| 2011 | Wonderland               | Guillaume Doubet                |
| 2011 | Free                     | Natalia Kills, Guillaume Doubet |
| 2011 | Free (Panasonic Version) | Guillaume Doubet                |
| 2012 | Kill My Boyfriend        | Guillaume Doubet                |
| 2013 | Controversy              | Guillaume Doubet                |
| 2013 | Problem                  |                                 |
| 2013 | Saturday Night           | Guillaume Doubet                |
| 2014 | Trouble                  | Emile Rafael                    |

## Songwriting
| Jahr | Titel Album            | Co-Komponist                                                                 | Künstler   |
| ---- | ---------------------- | ---------------------------------------------------------------------------- | ---------- |
| 2013 | Planes Fly Dirty Gold  | Raykeea Wilson · Chris Leonard · Jake Gosling                                | Angel Haze |
| 2014 | Holy Water Rebel Heart | Madonna Ciccone · Martin Kierszenbaum · Mike Dean · Kanye West · Tommy Brown | Madonna    |
| 2015 | Kiss It Better Anti    | Jeff Bhasker · John Glass · Robyn Fenty                                      | Rihanna    |

## Statistik

### Chartauswertung
|                     | DE    | AT    | CH    | UK    | US    |
| ------------------- | ----- | ----- | ----- | ----- | ----- |
| Nummer-eins-Alben   | DE—DE | AT—AT | CH—CH | UK—UK | US—US |
| Top-10-Alben        | DE—DE | AT—AT | CH—CH | UK—UK | US—US |
| Alben in den Charts | DE1DE | AT1AT | CH1CH | UK—UK | US2US |

|                       | DE    | AT    | CH    | UK    | US    |
| --------------------- | ----- | ----- | ----- | ----- | ----- |
| Nummer-eins-Singles   | DE—DE | AT—AT | CH—CH | UK—UK | US—US |
| Top-10-Singles        | DE1DE | AT2AT | CH—CH | UK—UK | US—US |
| Singles in den Charts | DE4DE | AT4AT | CH2CH | UK2UK | US—US |

### Auszeichnungen für Musikverkäufe
| Goldene Schallplatte - Kanada - 2011: für die Single Champagne Showers - Neuseeland - 2014: für die Single Saturday Night | 3× Platin-Schallplatte - Australien - 2011: für die Single Champagne Showers |

Anmerkung: Auszeichnungen in Ländern aus den Charttabellen bzw. Chartboxen sind in ebendiesen zu finden.
| Land/RegionAuszeichnungen für Musikverkäufe (Land/Region, Auszeichnungen, Verkäufe, Quellen) | Gold     | Platin     | Verkäufe | Quellen           |
| -------------------------------------------------------------------------------------------- | -------- | ---------- | -------- | ----------------- |
| Australien (ARIA)                                                                            | —        | 3× Platin3 | 210.000  | aria.com.au       |
| Deutschland (BVMI)                                                                           | 2× Gold2 | —          | 300.000  | musikindustrie.de |
| Kanada (MC)                                                                                  | Gold1    | —          | 40.000   | musiccanada.com   |
| Neuseeland (RMNZ)                                                                            | Gold1    | —          | 7.500    | radioscope.co.nz  |
| Schweiz (IFPI)                                                                               | Gold1    | —          | 15.000   | hitparade.ch      |
| Insgesamt                                                                                    | 5× Gold5 | 3× Platin3 |          |                   |